# Kill Devil Hills
Kill Devil Hills é uma cidade  localizada no estado norte-americano de Carolina do Norte, no Condado de Dare.

## Demografia
Segundo o censo norte-americano de 2000, a sua população era de 5897 habitantes.
Em 2006, foi estimada uma população de 6614, um aumento de 717 (12.2%).

## Geografia
De acordo com o United States Census Bureau tem uma área de
14,4 km², dos quais 14,3 km² cobertos por terra e 0,1 km² cobertos por água.

## Localidades na vizinhança
O diagrama seguinte representa as localidades num raio de 24 km ao redor de Kill Devil Hills.